# Anthocercis littorea
Anthocercis littorea es una especie de arbusto de la familia de las solanáceas.

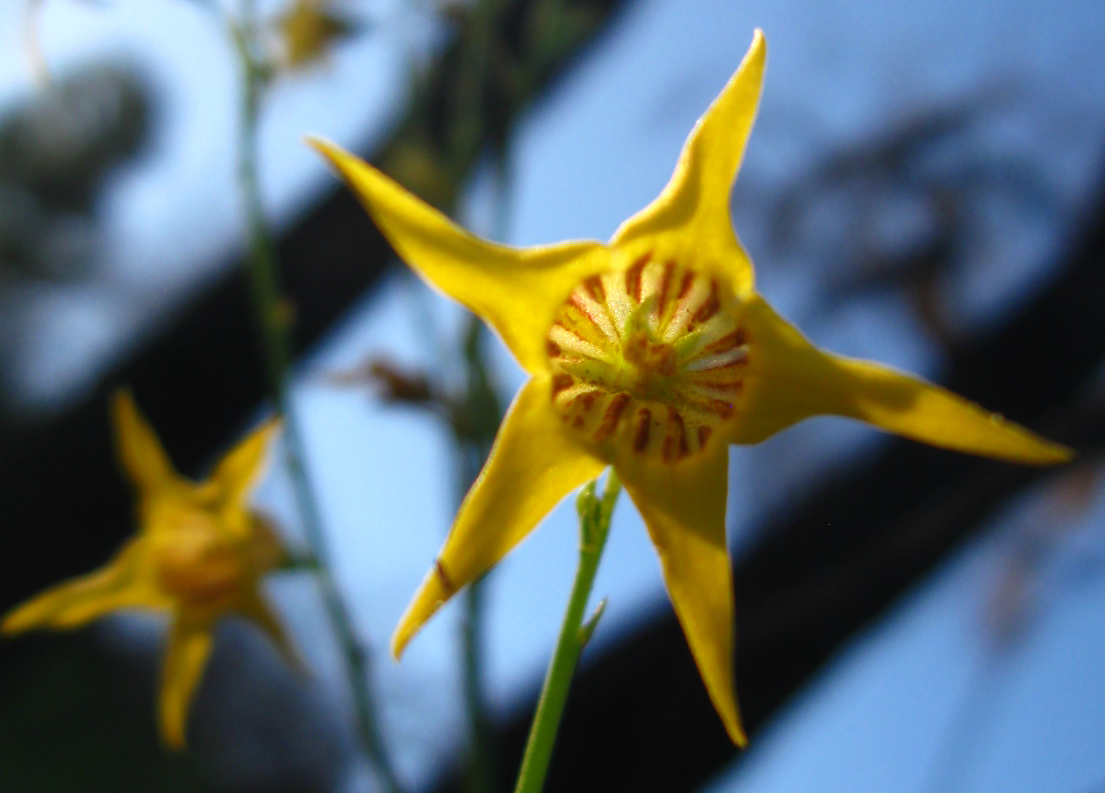
Flor

## Distribución y hábitat
Es nativa de Australia Occidental donde crece en la piedra caliza y las dunas costeras, así como arenales.

## Descripción
Anthocercis littorea por lo general alcanza un tamaño de entre 0,6 y 3 metros de altura y produce flores amarillas durante todo el año en su área de distribución natural.

## Taxonomía
Anthocercis littorea fue descrita por Jacques Labillardière y publicado en Novae Hollandiae Plantarum Specimen, Vol. 2: 19, 1: 158. (1806).
Etimología
Anthocercis: nombre genérico que deriva de las palabras griegas: anthos (una flor) y kerkis (rayo), en referencias a los estrechos lobos de la corola. 
littorea: epíteto latíno 
Sinonimia
- Anthocercis glabella Miers	[4]